# خطة التمريض العلاجية
خطة التمريض العلاجية هي أداة ووثيقة قانونية تحتوي على مشاكل أو احتياجات ذات اولوية خاصة بالمريض وتوجيهات التمريض المرتبطة بالمشاكل.وهي ايضاً تظهر تطور الشكل السريري للمريض.الخطة التمريضية العلاجية هي مسؤولية الممرض.وهو الوحيد الذي يمكنه تسجيل المعلوماتي واعادة تقييم خطة التمريض العلاجية خلال فترة علاج المريض.يتم استخدام هذه الوثيقة من قبلً الممرضين، الممرض المساعد ويقومون بايصال التوجيهات إلى المستفيدين.غالباً ماً تكون المشاكل أو الاحتياجات ذات الاولوية هي تشخيص مشكلة المريض والتمريض مثل الجروح، الجفاف، حالة الوعي المتغيرة، خطر المضاعفات وأكثر من ذلك بكثير.هذه التشخيصات هي حول المشاكل أو الاحتياجات التي يتم الكشف عنها من قبل الممرضين وتحتاج إلى تدخلات محددة ومتابعة التقييم.
يمكن توجيه توجيهات التمريض إلى الممرضين، الممرض المساعد أو المستفيدين.يجب ان يتبع كل مشكلة أو حاجة ذات اولوية توجيه أو تدخل من الممرض.ويجب ان تكون التدخلات محددة للمريض.على سبيل المثال، يمكن ان يحتاج اثنين من المرضى الذين يعانون من من مشكلة «الرعاية غير المتعاونة» إلى توجيهات مختلفة.اما بالنسبة لمريض واحد يمكن ان يكون التوجيه «تثقيف حول علم الأمراض وتأثيرات المخدرات على الوضع الصحي»، ويمكن ان يكون نهج «استخدام التوجيه».يعتمد ذلك على طبيعة المشكلة التي تحتاج إلى تقييم من قبل الممرض.